# 來愛德

1979-2020年使用的 Rite Aid 标志

來愛德（Rite Aid）是一家美國最大的藥店連鎖公司之一，也是财富美国500强之一。 1962年來愛德作為一家商店開設在賓夕法尼亞州斯克蘭頓，當時稱為Thrif D Discount Center。1968年改現名并上市。
因无法就阿片类药物泛滥官司败诉赔偿34.5亿美元，來愛德根据《美国破产法第十一章》申请破产。

## 外部連結
- 來愛德 （页面存档备份，存于）